# Hannie Termeulen
Johanna Maria Termeulen, més coneguda com a Hannie Termeulen   (Wiesbaden, 18 de febrer de 1929 - Amsterdam, 1 de març de 2001), fou una nedadora neerlandesa, especialista en estil lliure, que va competir durant les dècades de 1940 i 1950.
El 1948 va prendre part en els Jocs Olímpics d'Estiu de Londres, on va disputar dues proves del programa de natació. Va guanyar la medalla de bronze en els 4x100 metres lliures, formant equip amb Irma Heijting, Margot Marsman i Marie-Louise Linssen, mentre en els 100 metres lliures quedà eliminada en sèries. Quatre anys més tard, als Jocs de Hèlsinki, va disputar tres proves del programa de natació. Guanyà la medalla de plata en les proves dels 100 metres lliures i 4x100 metres lliures, formant equip amb Marie-Louise Linssen, Koosje van Voorn i Irma Heijting, mentre en els 400 metres lliures quedà eliminada en sèries.
En el seu palmarès també destaquen una medalla d'or i dues de plata al Campionat d'Europa de natació de 1947 i 1950.